# Horam
Horam – wieś w Anglii, w hrabstwie East Sussex, w dystrykcie Wealden. Leży 69 km na południe od Londynu. W 2007 miejscowość liczyła 2583 mieszkańców.